# 神戸市立北山小学校
神戸市立北山小学校（こうべしりつ きたやましょうがっこう）は、兵庫県神戸市西区北山台三丁目に位置する公立小学校。

## 概要
北山台・富士見が丘の住宅地が造成したことにより開校した。

### 沿革
- 1978年4月1日 - 神戸市立押部谷小学校から分離し、開校。
- 1995年1月17日 - 阪神・淡路大震災により23日まで休校。

## 校区
- 神戸市西区
  - 押部谷町西盛（一部）・押部谷町福住（県住地区）・高雄台・北山台1 - 3丁目・富士見が丘1 - 5丁目

## 卒業後の進路
- 神戸市立押部谷中学校

## 校区周辺
- 兵庫県立のじぎく特別支援学校
- 広野高原病院

## アクセス
- 神戸電鉄粟生線 緑が丘駅から徒歩約15分、押部谷駅から徒歩約20分
- 神姫バス 80・81系統「富士見が丘1丁目」徒歩約5分

## 通学区域が隣接している学校
- 神戸市立押部谷小学校
- 神戸市立神出小学校
- 三木市立広野小学校
- 三木市立緑が丘小学校